# Edifici del carrer del Solar, 40 (Figuerola del Camp)
Edifici del carrer del Solar, 40 és una obra del municipi de Figuerola del Camp (Alt Camp) protegida com a bé cultural d'interès local.

## Descripció
Es tracta d'un edifici d'habitació entre mitgeres format per planta baixa, entresòl i dos pisos. la porta d'entrada té brancals de pedra i llinda de fusta amb la data de 1779. A l'entresòl s'obren un balcó i una petita finestra. la porta del balcó, rectangular, està modificada. El primer i segon pis presenten balcons de tipologia similar i se situen sobre la banda de la porta principal, a la dreta. A nivell de 2n pis hi ha una finestra alineada amb el balcó de l'entresòl, a l'esquerra. L'acabament és ondulat amb motllures. Les finestres i els balcons estan resseguits per motllures de gust modernista. El fris de la part baixa dels balcons presenta decoració amb rajola. A la part inferior del marges laterals de l'edifici hi ha medallons quadrats que es continuen en pilastres motllurades acabades en voluta geomètrica. Es tracta d'una obra de pedra i maó, amb arrebossat formant carreus.

## Història
Per la inscripció de la llinda de la porta d'entrada de l'edifici (1779) es pot deduir que l'origen de la casa data del S. XVIII. L'aspecte actual de la façana correspon a una tipologia d'època posterior, molt possiblement de principis del Segle XX, període en què degué sofrir una reforma.